# Vladimir Šeks
Vladimir Šeks, hrvaški politik in pravnik, * 1. januar 1943, Osijek, Neodvisna država Hrvaška.
Od osamosvojitve države je bil poslanec v hrvaškem parlamentu in je zasedal mesta predsednika parlamenta ter podpredsednika vlade. Od 5. januarja do 30. aprila 2000 je bil tudi vršilec dolžnosti predsednika hrvaške demokratične skupnosti in vodja opozicije.
Leta 1966 je diplomiral na pravni fakulteti v Zagrebu.
Od leta 1972 do aretacije leta 1981 je delal kot odvetnik za »protidržavne akcije« proti komunistični Jugoslaviji. V zaporu na Stari Gradiški je odslužil 13 mesecev kazni. Kasneje je bil odvetnik izpuščen vključno z »beograjsko šesterko« (1984–85). 
Leta 1990 je bil Šeks eden od ustanoviteljev oseške podružnice Hrvaške demokratske skupnosti. Leta 1991 je bil eden glavnih pripravljavcev hrvaške ustave. Leta 1992 je bil imenovan za državnega tožilca Republike Hrvaške. Od leta 1992 do 1995 je bil namestnik predsednika hrvaške vlade pod vodstvom Hrvoja Šarinića in Nikice Valentića. Šeks je bil od 22. decembra 2003 do 11. januarja 2008 predsednik hrvaškega parlamenta. 
Njegovega 25-letnega sina Domagoja so našli mrtvega v Goi v Indiji 26. februarja 2005, potem ko so ga dan prej prijavili prijatelji kot pogrešanega. Natančne okoliščine njegove smrti niso bile nikoli pojasnjene. 
Leta 2009 je na sojenju Branimirju Glavašu pričal kot priča obrambe, njegovo pričanje pa je predsednik sodbe pozneje zavrnil kot »popolnoma neupravičeno«, sodišče pa je izreklo obsodilno sodbo. Leta 2010 je Amnesty International izdala izjavo, da bi bilo treba Šeksa sodno preganjati na podlagi pričevanja Glavaša. Januarja 2011 je ministrstvo za pravosodje na izjavo AI odgovorilo, da so bili njihovi sklepi v primeru Šeksa »samovoljni in napačni«.
Leta 1997 Šeks ni hotel preganjati Mira Bajramovića (nekdanjega policista), Nebojše Hodaka, Muniba Suljića in Igorja Mikole, štirih pripadnikov enote »Jesenski dež« Tomislava Merčepa v času hrvaške vojne za osamosvojitev. Moški so vodili zaporniški center na Poljani Pakrački, jugovzhodno od Zagreba, kjer so zapornike mučili z električnimi šoki ali jih polivali z bencinom in žive uspavali. Bajramović je dejal, da so skoraj vse zapornike usmrtili in pokopali v množičnih grobiščih. Nekatere moške, vključno z Bajramovićem, so kasneje obtožili in jim sodili na lokalnem sodišču, ne pa tudi MKSJ. Bajramović, ki je izjavil, da je njegova enota pobila 280 ljudi na Poljani Pakrački in med 90 in 110 v Gospiću, je prejel 12 letno zaporno kazen.